# Kasino
För andra betydelser, se Kasino (olika betydelser).
| Kasino |
| --- |
| Enarmade banditer i ett kasino. - Betydelse – hus och institution med hasardspel - Bakgrund – från 1600-talet; tidigast i Venedig - Spridning – bl.a. i Monte Carlo, Nevada och Macao |

Ett kasino (från italienskans casino, 'litet hus') är en institution som erbjuder hasardspel. Detta inkluderar roulett, spelautomater och kortspel. Orter som är kända för sina kasinon är bland annat Monte Carlo i Monaco; Atlantic City och Las Vegas i USA och Macao i Kina. 

## Verksamhet
Ett kasinos mål är att gå med vinst genom att oddsen på spelen, till exempel på rouletten, är satta till kasinots fördel. Andra spel som är vanliga på ett kasino är kortspel (som baccarat, black jack och poker) och olika sorters spelautomater (inklusive enarmade banditer).
Kasino är en verksamhet där stora summor pengar snabbt kan byta ägare. Kasinon är också i många länder en starkt reglerad verksamhet.

## Historik och i olika länder

### Bakgrund
Ordet och begreppet kasino kommer från italienskans casino. Det syftade ursprungligen på ett hus för umgänge, med olika rum för dans, musik och spel. Ordet kom också till användning om mindre prydnadsbyggnader i trädgårdsanläggningar; jämför bland annat rotunda och paviljong. 
Redan på 1600-talet förekom offentliga spellokaler i bland annat Venedig och här hittar vi världens första kasino i Casino Di Venezia som öppnades år 1638. Större spridning fick fenomenet kasino i samband med 1800-talets framväxt och bad- och kurorter. 14 december öppnades kasinot i Monte Carlo, det sannolikt mest kända av världens kasinoanläggningar.

### Internationellt
En av världens mest kasinotätaste områden är Macao i södra Kina med 33 kasinon. De senaste siffrorna från 2009 omsatte deras kasinon 14 955 miljoner US dollar jämfört med Las Vegas med 10 247 miljoner US dollar. Det största kasinot i världen heter The Venetian och finns i Macao i Kina. Det har 3 000 spelautomater, 870 spel/poker-bord och 3 000 hotellrum.

### Sverige
I Sverige var kasinoverksamhet (tidigare benämnt som spelbank eller spelhus) länge helt förbjuden. Efter en statlig utredning föreslogs 1992 att ett fåtal statliga kasinon skulle få startas i landet, bland annat med hänvisning till statliga inkomster. Vid samma tid växte även andra spelformer, med sammanslagningar av Tipstjänst och Penninglotteriet till Svenska Spel och ökande omsättning för ATG.
1999 fick Stockholm, Göteborg, Malmö och Sundsvall tillstånd från regeringen att starta statliga kasinon. 2001 öppnades de två första i Sundsvall och Malmö, året efter det i Göteborg och 2003 det kasinot i Stockholm. Alla fyra kasinon drivs av det statliga bolaget Casino Cosmopol. Ett annat populärt sätt att spela på kasino i Sverige har också varit att spela på färjor, där svenska regleringar och regelverk inte styr.
Onlinekasinon dök upp för första gången i mitten på 1990-talet – i samband med framväxten av Internet. Nätspel på kasinon var förbjudet i Sverige, och trots detta erbjöds svenskar att spela på kasino genom bolag som har sina servrar utanför Sverige. Malta, Cypern och Gibraltar har alla lagstiftningar som tillåter spel för pengar på Internet, och dessa länder licensierar också ut kasinolicenser enligt sina egna regelverk. En del svenska spelbolag har på detta sätt sitt säte utanför Sverige men vänder sig till den svenska spelmarknaden.
Licensierade spelbolag i Sverige genererade en bruttospelintäkt (GGR) på 27,4 miljarder SEK (cirka 2,41 miljarder EUR) under 2022, vilket är en ökning med 5,1 % jämfört med föregående år. Den kommersiella sektorn för online-spel och vadslagning såg den största tillväxten, med en GGR-ökning på över 6 % till 17,1 miljarder SEK. Intäkterna från statliga lotterier och spelautomater förblev i stort sett oförändrade på cirka 5,8 miljarder SEK..
Den svenska spelmarknaden är den femte största i Europa, med 58,8 % av landets spelaktiviteter som sker online, den högsta andelen i Europa. Licensierade spelbolag är föremål för en skatt på 18 % på sina vinster. Under 2021 uppgick statens spelintäkter, inklusive spelskatt, utdelningar från Svenska Spel AB och bolagsskatt, till 7,4 miljarder SEK.

### Största kasinoföretagen i världen
En lista över de kasinoföretag, som inte är dotterbolag, som hade störst omsättning i världen för året 2022.
1. MGM Resorts International – 13,13 miljarder amerikanska dollar
2. Caesars Entertainment – 10,82 miljarder dollar
3. Penn National Gaming – 6,4 miljarder dollar
4. Las Vegas Sands – 4,11 miljarder dollar
5. Wynn Resorts – 3,76 miljarder dollar
6. Boyd Gaming – 3,56 miljarder dollar
7. Genting Group – 1,95 miljarder dollar
8. Galaxy Entertainment Group – 1,47 miljarder dollar
9. Melco Crown Entertainment – 1,35 miljarder dollar
10. SJM Holdings – 780 miljoner dollar

## Vanliga spel på kasinon
- Big Wheel
- Black Jack
- Caribbean Stud Poker
- Poker
- Punto banco (Baccarat)
- Roulette
- Sic bo

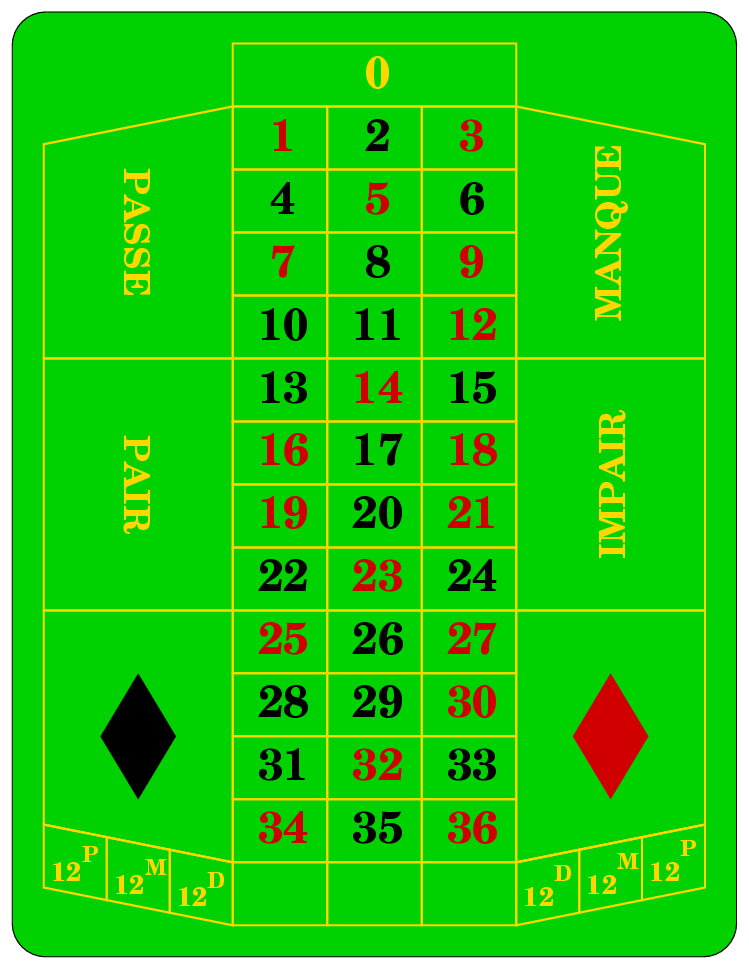
En europeisk roulettduk.

- Spelautomater (Enarmade banditer, videopoker)